# Gold (Thomas Azier)
Gold is een nummer van de Nederlandse muzikant Thomas Azier uit 2017. Het is de tweede single van zijn tweede studioalbum Rouge.
Het begin van "Gold" (waarin nadrukkelijk een piano aanwezig is) doet denken aan een ballad, maar al snel verandert de plaat in een vrolijk indiepopnummer met disco-invloeden, iets wat Azier niet eerder deed. Het nummer ging op 21 februari 2017 in première bij 3voor12Radio op NPO 3FM, vervolgens werd het door diverse Nederlandse radiostations gedraaid. Desondanks wist het nummer geen hitnotering binnen te halen in het Nederlandse taalgebied, wel bereikte het de Tipparade in Wallonië.